# Léon Van Gheem
Léonard Henri Van Gheem, detto Léon (Bruxelles, 10 maggio 1909 – Anderlecht, 10 agosto 1968), è stato un pallanuotista belga.
Ha partecipato alle Olimpiadi del 1928.